# Oun Kham

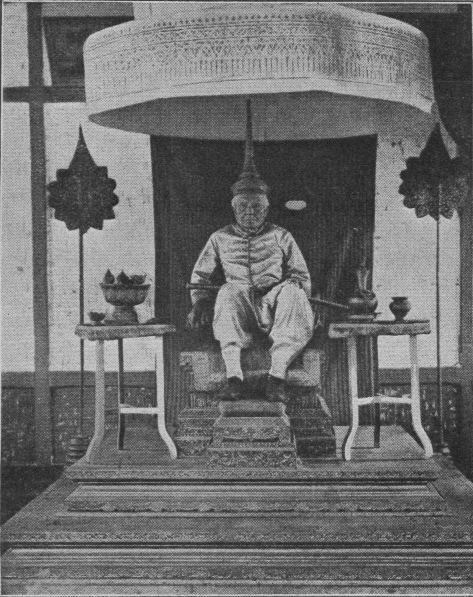
König Oun Kham

Oun Kham, auch Un Kam (voller Thronname Somdet Brhat Chao Maha Sri Vitha Lan Chang Hom Khao Luang Phrabang Parama Sidha Khattiya Suriya Varman Brhat Maha Sri Mahindra Deva Dipakara, Mahin Thon Thep Naphaporn; * 1811 in Luang Prabang; † 15. Dezember 1895 ebenda), war zwischen August 1870 und Dezember 1895 König des Reiches Luang Prabang.

## Leben
Oun Kham war der vierte Sohn von König Manthatulat (reg. 1817 bis 1836) und hieß zunächst Prinz (Anga Sadet Cha Fa Jaya) Angama (Oun Kham). Er wurde bei Hofe ausgebildet und 1851 von König Rama IV. (Mongkut) zum Vizekönig (Somdet Chao Maha Uparat, Maha Uparat) erhoben. Er folgte seinem älteren Bruder Tiantha (reg. 1850 bis 1870) auf den Thron, wurde aber von den Siamesen zunächst nicht anerkannt. Erst 1872 bestätigte König Rama V. (Chulalongkorn) Oun Kham als rechtmäßigen Herrscher über Luang Prabang, der allerdings erst 1874 in Luang Prabang gekrönt wurde.
Als 1887 ein gewaltiger Angriff der chinesischen Räuberbanden der „Ho der schwarzen Flagge“ unter dem Prinzen von Laichao erfolgte, floh Oun Kham nach Chiang Karn. Daraufhin wurde er von den Siamesen abgesetzt und sein ältester Sohn Sakkalin (Zakkarinth) zum Regenten des Reiches gemacht. Chulalongkorn beorderte Oun Kham nach Bangkok, wo dieser sich zwischen September 1887 und April 1888 aufhalten musste. Am 2. Mai 1888 kehrte Oun Kham nach Luang Prabang zurück.
Oun Kham war mehrmals verheiratet, unter anderem mit
- Prinzessin (Sadet Chao Nying) Sri Ambali (Simphali), die einen Sohn hatte
- Königin (Somdet Brhat Rajini Akara Maha Sri) Kamana (Khamone), * 1826, † 1899
- Mom Pungi (Phong), die ein Kind hatte

Oun Kham starb am 15. Dezember 1895 in Luang Prabang und hinterließ fünf Söhne und eine Tochter:
1. Prinz (Anga Sadet Chao Fa Jaya) Zakarinth (Sakkalin), folgte seinem Vater auf den Thron von Luang Prabang
2. Prinz (Anga Sadet Chao Fa Jaya) Tri Sirisubarna (Ti Sisuphan), Generaldirektor der Abteilung für kulturelle Angelegenheiten
3. Prinz (Anga Sadet Chao Fa Jaya) Kamanagaya (Kham Ngao), Generaldirektor des königlichen Schatzamts
4. Prinz (Anga Sadet Chao Fa Jaya) Kamabana (Kham Phan), † 1930
5. Prinz (Anga Sadet Chao Fa Jaya) Sunjaya (Sonsai), † 1887 bei der Erstürmung Luang Prabangs durch die Ho